# Escut de Mont-ral
L'escut oficial de Mont-ral té el següent blasonament:
Escut caironat: de sinople, un mont de porpra movent de la punta somat d'una corona reial d'or. Per timbre, una corona mural de poble.

## Història
Va ser aprovat el 26 de juliol de 2010 i publicat al DOGC número 5.687 el 6 d'agost del mateix any.
Es tracta d'un escut parlant referit al nom de la localitat.